# Хаві Ернандес
Хав'є́р Ерна́ндес Кре́ус (ісп. Xavier Hernández Creus, кат. Xavier Hernández i Creus; нар. 25 січня 1980 року, Тарраса, Каталонія, Іспанія), відоміший як Хаві (ісп. Xavi) або Хаві Ернандес (ісп. Xavi Hernández) — каталонський іспанський футбольний тренер, головний тренер «Ан-Наср». Колишній футболіст та капітан «Барселони», збірної Іспанії та збірної Каталонії. Чемпіон Європи 2008 та 2012 років, чемпіон світу 2010 року. Тричі поспіль ставав третім футболістом світу (2009, 2010, 2011) за версією France Football.

## Клубна кар'єра

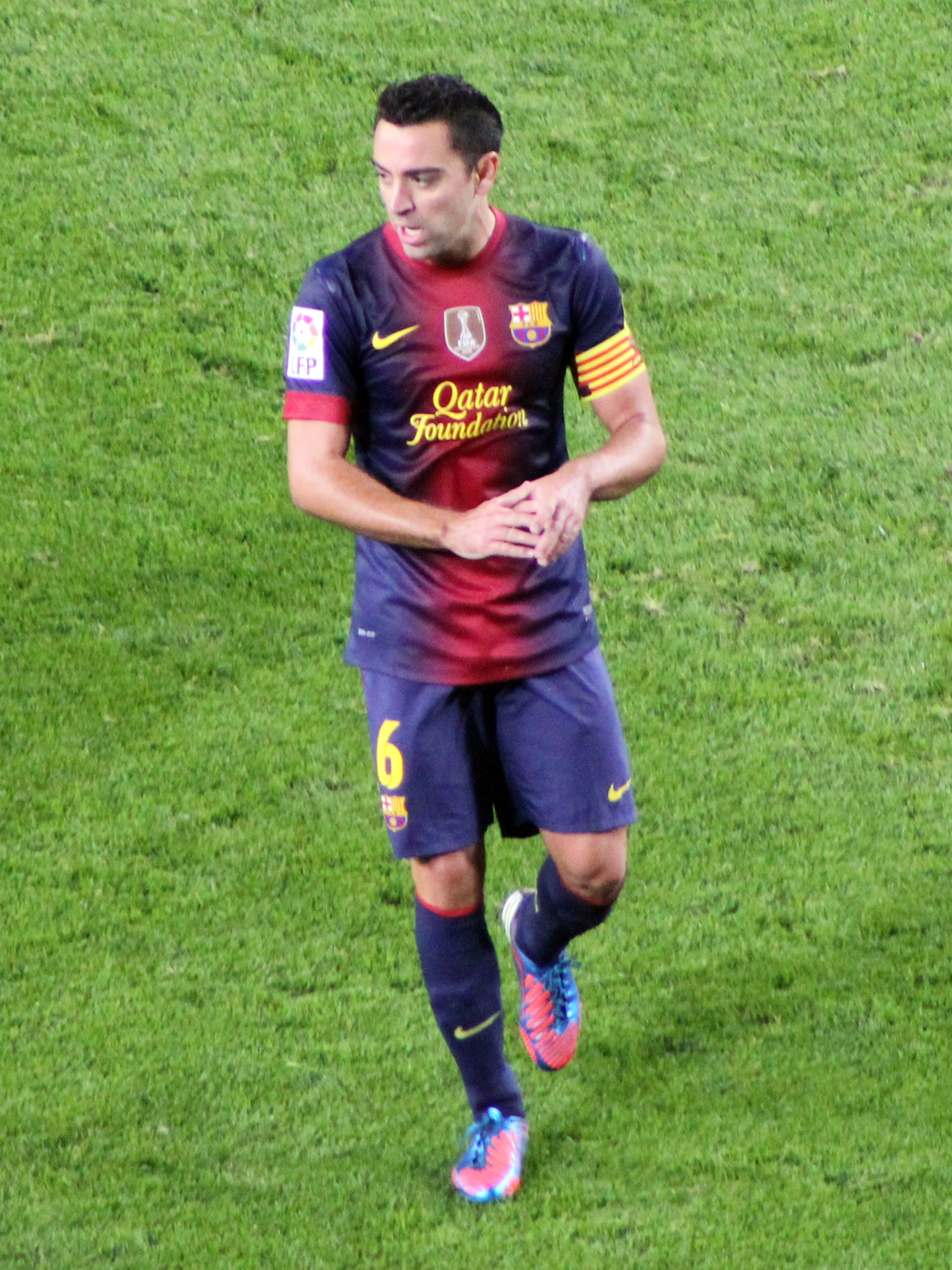
Хаві — капітан «Барселони»

### Ранні роки
Хаві прийшов на «Камп Ноу» до «Барселони» у віці 11 років. Він швидко пробився спочатку до молодіжної і резервної команд, а потім став основним гравцем «Барселони Б» під керівництвом Хорхе Гонсальво.

### «Барселона»
Дебютував в основній команді 18 серпня 1998 року в матчі Суперкубку Іспанії проти «Мальорки». У цьому матчі він відзначився голом, відкривши рахунок на 16-й хвилині. У Луї ван Галя Хаві був основним гравцем центру поля. Ернандес, незалежно від зміни тренерів, постійно потрапляв до основного складу «Барселони», а при ньому змінилося 4 тренери: Луї ван Гал, Карлес Решак, Радомир Антич та Франк Райкард. Згодом він замінив Жузепа Гвардіолу в ролі диригента в півзахисті каталонців.
Через травму Хаві провів лише чотири матчі у переможному для його «Барселони» сезоні Ліги чемпіонів УЄФА 2005—2006 років.
Розіграш Ліги Чемпіонів 2007/2008 років став для Хаві дев'ятим.
10 грудня 2011 року Хаві провів 600-й матч за «Барселону» проти «Реала» забивши в ньому.
10 квітня 2014 року став першим футболістом, який зробив 100 % точних передач в матчі ЛЧ в матчі 1/4 фіналу проти клубу «Атлетіко» (Мадрид). Але за статистикою УЄФА він зробив 92 % точних передач.
Серед його переваг слід зазначити геніальний пас, прекрасне відчуття поля та партнерів.
Суперкубок Іспанії 2013 року, здобутий «Барселоною» 29 серпня, став для Хаві Ернандеса 25 титулом в кар'єрі. За цим показником він обійшов півзахисника мадридського «Реалу» Франсіско Хенто.
В сезоні 2014/2015 виграв ЛЧ. Фінал турніру проти «Ювентуса» став останнім для гравця за «Барселону». За рідний клуб зіграв понад 700 матчів, в тому числі 505 в Ла-Лізі. Ернандес також став восьмим футболістом, який зіграв 500 матчів в чемпіонаті Іспанії

### «Ас-Садд»
11 червня 2015 року Хаві перейшов в «Ас-Садд». 20 травня 2019 року оголосив про завершення кар'єри.

## Тренерська кар'єра

### «Ас-Садд»
28 травня 2019 року, через 8 днів після оголошення про завершення кар'єри футболіста, очолив катарський футбольний клуб як головний тренер.

### «Барселона»
5 листопада 2021 року підписав з «Барселоною» контракт на два з половиною роки.

## Виступи в збірних

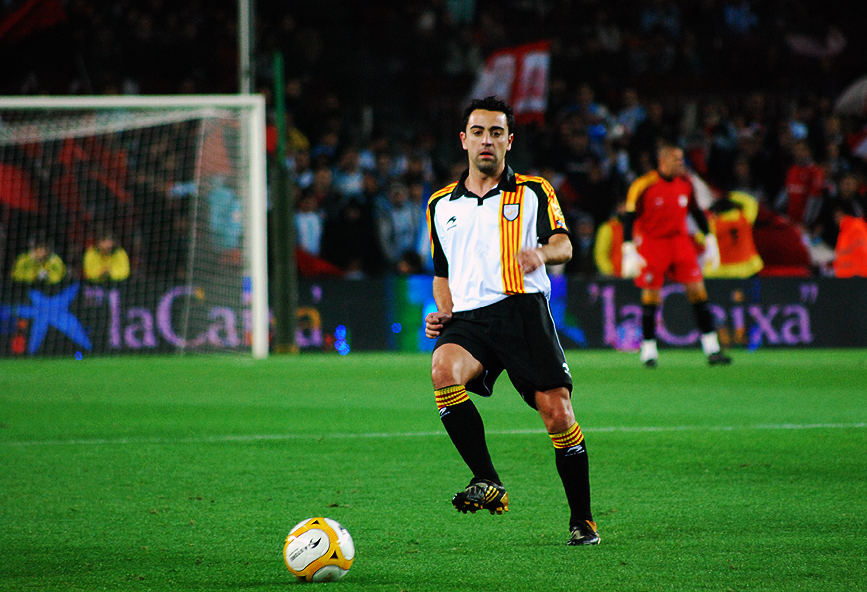
Хаві у складі збірної Каталонії

У 1999 році в складі збірної Шаві виграв молодіжний чемпіонат світу, а наступного року здобув срібло на Олімпіаді в Сіднеї.
У складі національної збірної Хаві дебютував 15 листопада 2000 року в матчі проти збірної Голландії (у тому ж матчі дебютував Карлес Пуйоль) і з того часу регулярно викликався до збірної.
Футболіст був лише частково залучений на чемпіонаті світу 2002 року, а на чемпіонаті Європи 2004 не зіграв жодного матчу. Але, не зважаючи на піврічну відсутність через травму зв'язок коліна, Луїс Арагонес включив його до складу національної команди на чемпіонат світу 2006. На цьому чемпіонаті Хаві взяв участь в усіх іграх збірної, а у матчі проти України став найкращим гравцем матчу.
Чотири м'ячі, забиті у відборі до Євро-2008, стали першими голами Хаві в офіційних матчах за збірну. На Євро-2008 Ернандес у 5 матчах збірної (із 6) виходив у стартовому складі. На 50-й хвилині півфіналу проти Росії він відкрив рахунок у матчі. Хаві Ернандес був визнаний найкращим гравцем турніру.
Був включений до складу збірної Іспанії для участі у світовій першості 2010 року, за результатами якого іспанці уперше в історії стали чемпіонами світу. Під час фінального турніру у Південно-Африканській Республіці був ключовим гравцем півзахисту команди, провівши на полі усі сім матчів іспанців на турнірі. Був включений в символічну збірну ЧС-2010.
З 1998 року Хаві також виступає за збірну Каталонії, у складі якої провів 10 матчів і забив 2 голи.

## Нагороди та досягнення

### Гравець
Збірна Іспанії
- Чемпіон світу: 2010
- Чемпіон Європи: 2008, 2012
- Найкращий гравець Євро-2008
- Чемпіон світу (U-20): 1999
- Срібний олімпійський призер: 2000
- Срібний призер Кубка Конфедерацій: 2013
- Бронзовий призер Кубка Конфедерацій: 2009
- Потрапив до символічних збірних чемпіонатів Європи з футболу 2008, 2012, чемпіонату світу з футболу 2010 року
- Третє місце в голосуванні за Золотий м'яч: 2010,2011
- Кращий плеймейкер світу: 2008,2009,2010,2011

Барселона (25 титулів):
- Переможець Ліги чемпіонів (4): 2005/2006, 2008/2009, 2010/2011, 2014/2015
- Володар Суперкубка УЄФА (2): 2009, 2011
- Переможець Клубного чемпіонату світу з футболу (2): 2009, 2011
- Чемпіон Іспанії (8): 1998/1999, 2004/2005, 2005/2006, 2008/2009, 2009/2010, 2010/2011, 2012/2013, 2014/2015
- Володар кубка Іспанії (3): 2008/2009, 2011/2012, 2014/2015
- Володар Суперкубка Іспанії (6): 2005, 2006, 2009, 2010, 2011, 2013

Ас-Садд:
- Володар Кубок Еміра Катару (1): 2017
- Володар Кубка наслідного принца Катару (1): 2017
- Володар Кубка шейха Яссіма (1): 2017
- Володар Кубка зірок Катару (1): 2018-19

### Тренер
Ас-Садд:
- Чемпіон Катару (1): 2020-21
- Володар Кубка Еміра Катару (2): 2020, 2021
- Володар Кубка наслідного принца Катару (2): 2020, 2021
- Володар Кубка шейха Яссіма (1): 2019
- Володар Кубка зірок Катару (1): 2019-20

Барселона:
- Володар Суперкубка Іспанії (1): 2022
- Чемпіон Іспанії (1): 2022-23